# Три, Дороти
До́роти Три (англ. Dorothy Tree), настоящее имя — До́роти Эсте́ль Три́биц (англ. Dorothy Estelle Triebitz; 21 мая 1906, Бруклин, Нью-Йорк — 13 февраля 1992, Дом актёров Лилиан Бут, Нью-Джерси) — американская актриса и писательница. Наиболее известна по роли жены Дракулы из фильма «Дракула» (1931).

## Биография
Дороти Эстель Трибиц (настоящее имя Три) родилась 21 мая 1906 года Бруклине (штат Нью-Йорк, США) в семье австрийцев Хермана Трибицы (1877—1943) и Берты Херт (1885—1967). У Дороти было две младших сестры — Сильвия Трибиц (1911—1949) и Милдред Трибиц (1918—?). Училась в Корнеллском университете, но через два года оставила учёбу, чтобы заняться актёрской карьерой.
Дороти была замужем за сценаристом и редактором историй Майклом Урисом (1902—1967), который умер 17 июля 1967 года. В этом браке Три родила своего единственного ребёнка — сына Джозефа М. Уриса (род.25.10.1943).
85-летняя Дороти умерла 13 февраля 1992 года от сердечной недостаточности в Энглвуде (штат Нью-Джерси, США).

## Избранная фильмография
Снялась в 50 фильмах.
- 1927 – Это
- 1931 – Дракула
- 1934 – Дело о драконе-убийце
- 1934 – Дело о воющей собаке
- 1937 – Меченая женщина
- 1939 – Тайна мистера Вонга
- 1942 – Нацистский агент
- 1943 – Край тьмы
- 1943 – Криминальный доктор
- 1950 – Мужчины
- 1950 – Асфальтовые джунгли